# 莱巴罗什
莱巴罗什（法語：Les Baroches，法語發音：[le baʁɔʃ]）是法国默尔特-摩泽尔省的一个市镇，位于该省中部，属于布里埃区。

## 地理
莱巴罗什（49°13'48"N, 5°53'32"E）面积13.28 平方千米，位于法国大東部大區默尔特-摩泽尔省，该省份为法国东北部内陆省份，是洛林的一部分，北邻比利时、卢森堡，北起顺时针与摩泽尔省、下莱茵省、孚日省和默兹省接壤。
与莱巴罗什接壤的市镇（或旧市镇、城区）包括：阿贝维尔莱孔夫朗、朗泰方丹、吕贝、穆捷、奥兹拉耶、瓦勒鲁瓦、阿特里兹、瓦勒德布里埃。

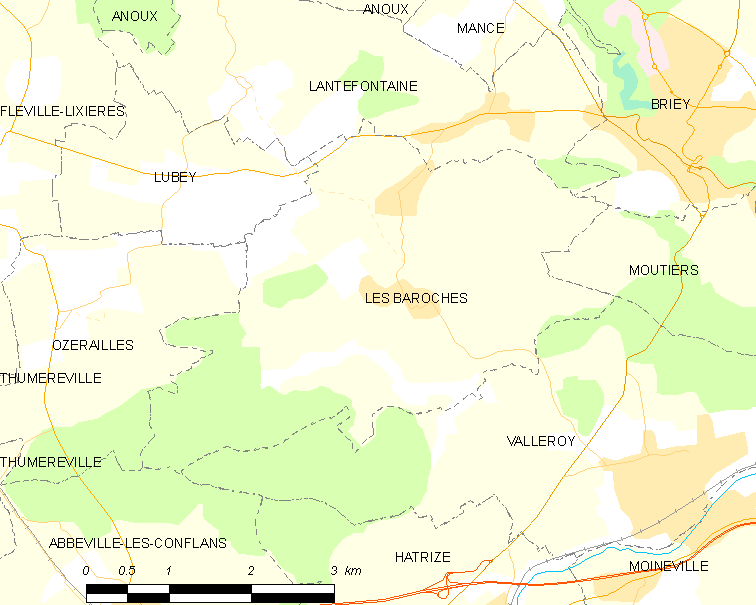
莱巴罗什的OSM定位图

莱巴罗什的时区为UTC+01:00、UTC+02:00（夏令时）。

## 行政
莱巴罗什的邮政编码为54150，INSEE市镇编码为54048。

## 政治
莱巴罗什所属的省级选区为布里埃地区县。

## 人口

1962-2008年间莱巴罗什人口变化图示

莱巴罗什于2022年1月1日时的人口数量为329人。